# Любен Стефанов
Любен Стоянов Стефанов е български политик от Българския земеделски народен съюз (БЗНС казионен).

## Биография
Роден е на 24 юли 1929 г. в неврокопското село Долно Сингартия. От 1947 г. членува в БЗНС. Председател е на Окръжното ръководство на БЗНС в Благоевград, както и на Околийското ръководство на ЗМС в Гоце Делчев. От 1971 до 1976 г. е завеждащ отдел „Административен“ в Постоянното присъствие на БЗНС. Между 1976 и 1986 г. е председател на Окръжното ръководство на БЗНС в София. Член е на Националния съвет на ОФ. Членува в Постоянното присъствие на БЗНС, а след това на XXX конгрес на БЗНС става част от УС на БЗНС. Носител на орден „13 века България“. Умира през 1998 г.